# Montague Egg
Montague Egg is een fictieve amateurdetective die de hoofdrol speelt in elf verhalen van de Engelse schrijfster Dorothy L. Sayers. Egg is van beroep handelsreiziger in wijnen en gedistilleerd voor het aan het Londense Piccadilly gevestigde bedrijf Messrs Plummet and Rose, Wines and Spirits.

## Personage
Montague Egg is een sympathieke en vriendelijke, enigszins gezette man van onbestemde leeftijd. Ook zijn sociale achtergrond en eventuele relaties blijven in het vage. Hij is niet actief op zoek naar detectivewerk, zoals Sayers' andere en veel bekendere speurder Lord Peter Wimsey, maar loopt er als het ware tegenaan. Zijn gespecialiseerde kennis rond wijnen en ook gifstoffen komt hem soms goed van pas bij de oplossing van de mysteries. Door zijn veelvuldige contacten met andere handelsreizigers doet hij ook de nodige kennis op van andere onderwerpen.
Egg is een toegewijd vakman, wat blijkt uit het feit dat hij regelmatig citeert uit zijn favoriete boek, 'The Salesman's Handbook'. Dit werk bestaat uit een groot aantal 'tips and tricks' voor de handelsreiziger, vervat in korte en rijmende leuzen als bijvoorbeeld 'To serve the Public is the aim of every salesman worth the name.' Zelf bedenkt hij ook een aantal van deze leuzen.

## Verhalen
De elf verhalen rond Montague Egg zijn verschenen in twee verhalenbundels:
- Hangman's Holiday (1933)
  - The Poisoned Dow '08
  - Sleuths on the Scent
  - Murder in the Morning
  - One Too Many
  - Murder at Pentecost
  - Maher-shalal-hashbaz

Naast deze zes verhalen bevat de bundel vier verhalen over Lord Peter Wimsey en twee andere mysteries.
- In the Teeth of the Evidence (1939)
  - A Shot at Goal
  - Dirt Cheap
  - Bitter Almonds
  - False Weight
  - The Professor's Manuscript

Behalve deze vijf Montague Egg-verhalen telt de bundel twee zaken van Lord Peter en tien andere verhalen.